# Sverrir Guðnason

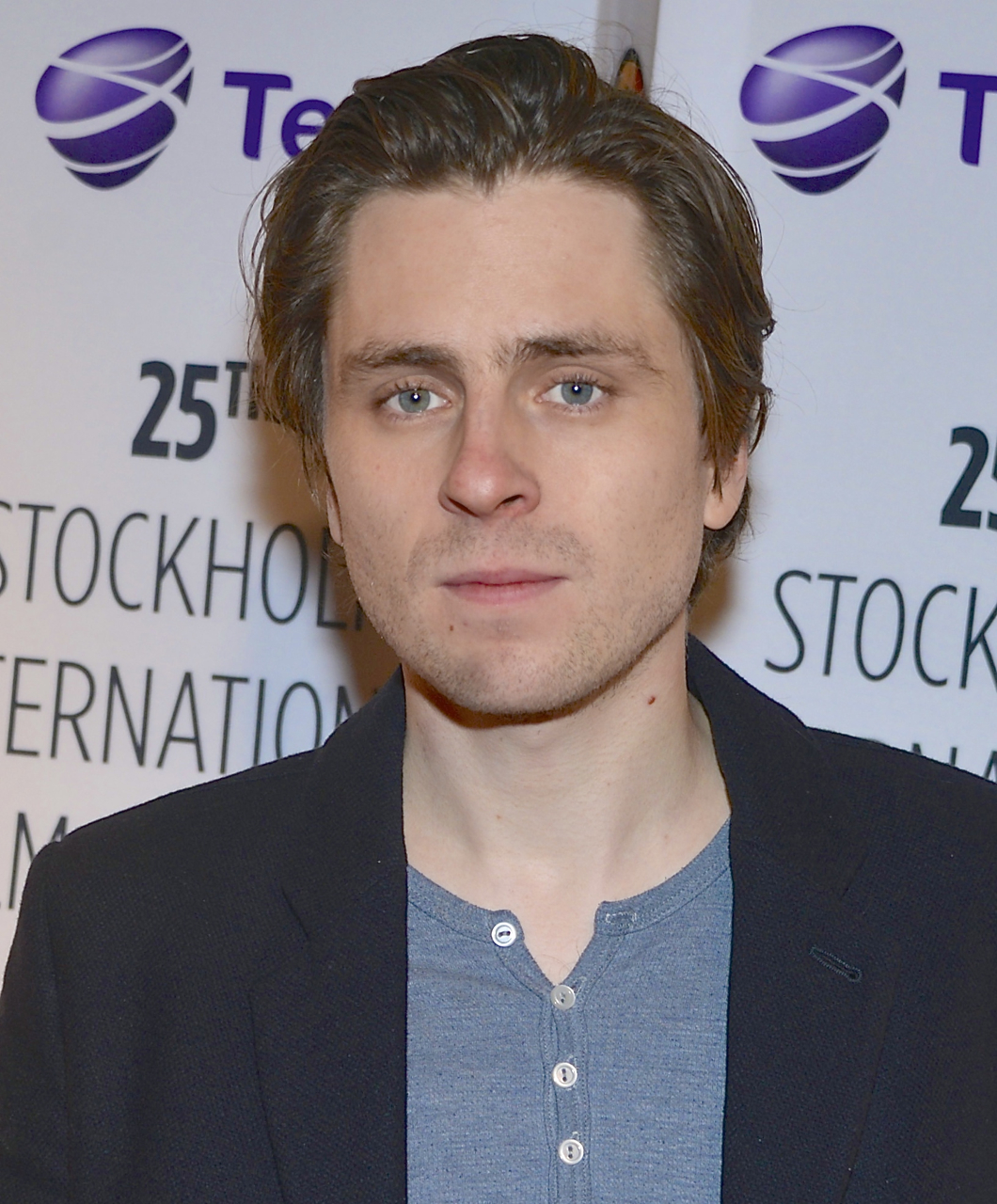
Sverrir Guðnason (2014)

Sverrir Páll Guðnason (* 12. September 1978 in Lund, Schweden) ist ein isländisch-schwedischer Schauspieler.

## Leben
Sverrir Guðnason, der einer isländischen Familie entstammt, wuchs in Reykjavík auf. Als sein Vater 1990 einem Ruf als Ordinarius an die Königlich Technische Hochschule Stockholm folgte, kam er als Elfjähriger mit seiner Familie nach Schweden. Bekannt wurde er 2007 durch die Serie Upp till kamp. Dem deutschen Publikum ist er als Polizeianwärter Pontus Höijer in der Krimiserie Mankells Wallander bekannt.
Für seine Darstellung des Sture in dem schwedischen Biografiefilm Monica Z wurde Sverrir Guðnason 2014 als Bester Nebendarsteller mit dem schwedischen Filmpreis Guldbagge ausgezeichnet. Als Kristian Keskitalo in Jens Östbergs Thriller Flugparken erhielt er 2015 die gleiche Auszeichnung als Bester Hauptdarsteller.

## Filmografie (Auswahl)
- 2000: Jesus lever (Fernsehfilm)
- 2001: Familiengeheimnisse (Familjehemligheter)
- 2001: Festival
- 2002: Suxxess
- 2002: Stora teatern (Miniserie, 4 Episoden)
- 2003: Sprickorna i muren
- 2003: Köftbögen
- 2003: Cleo (Fernsehserie, 7 Episoden)
- 2004: 6 Points
- 2004: Fröken Sverige
- 2005: Im Zeichen des Mörders (Den utvalde)
- 2005: Lasermannen (Miniserie, 1 Episode)
- 2006: Min frus förste älskare
- 2007: Upp till kamp (Miniserie, 4 Episoden)
- 2008: Kungamordet (Miniserie, 4 Episoden)
- 2009: Original
- 2009–2010: Mankells Wallander (Wallander, Fernsehserie, 12 Episoden)
- 2009: Original
- 2011: Die Kunst sich die Schuhe zu binden (Hur många lingon finns det i världen?)
- 2012: Mörkt vatten
- 2012: Call Girl
- 2012: Marie Krøyer
- 2013: Små citroner gula
- 2013: Monica Z
- 2014: Gentlemen
- 2014: Min så kallade pappa
- 2014: Flugparken
- 2015: Zirkel
- 2015: Badehotellet (Fernsehserie, 3 Episoden)
- 2017: Borg/McEnroe
- 2018: Verschwörung (The Girl in the Spider’s Web)[4]
- 2019–2020: Einfach Liebe – Onlinedates und Neuanfänge (Älska mig, Fernsehserie, 12 Episoden)
- 2020: Charter
- 2020: Falling
- 2020: The Book of Vision
- 2021: Omerta 6/12
- 2021: En kunglig affär – berättelsen om Kurt Haijby (Miniserie, 4 Episoden)
- 2022: Diorama
- 2022: Burn All My Letters (Bränn alla mina brev)
- 2023: Verdacht/Mord (Forhøret, Fernsehserie, 1 Episode)
- 2023: Fearless Flyers – Fliegen für Anfänger (Northern Comfort)
- 2024: Ronja Räubertochter (Ronja Rövardotter, Fernsehserie, 6 Episoden)
- 2025: The Love That Remains (Ástin sem eftir er)